# 우로시 제리치
우로시 제리치(세르비아어: Урош Ђерић / Uroš Đerić, 1992년 5월 28일 ~ )는 세르비아 국적의 축구 선수로 포지션은 스트라이커이며 현재 세르비아 프르바리가의 슬로보다 우지체에서 활약하고 있다. K리그 시절 등록명은 제리치였다.

## 클럽 경력
보스니아 헤르체고비나 트레비네에서 태어났으며 세르비아의 3부 리그였던 세르비아 리그 보이보디나의 라드니치키 노바 파조바에서 성인 무대에 데뷔했다. 2011년 겨울 이적시장에서 프랑스의 아미앵 SC로 이적했다. 그 후 크로아티아의 NK 인테르 자프레시치와 핀란드의 바산 팔로세우라에서 뛰었다.
2013년 8월에 제리치는 세르비아 수페르리가의 라드니치키 니시와 계약했다. 하지만 6개월 만에 퇴단했고, 세르비아 1부 리그의 FK 보라츠 차차크에 입단했으며, 팀의 승격에 공헌했다. 2016년 겨울 이적시장에 제리치는 믈라도스트 루차니에 입단했다.
2016년 여름 이적시장에서 제리치는 슬로보다 우지체와 계약했으며, 2016-17시즌에 세르비아 1부리그에서 19득점을 올려 득점 1위에 올랐다. 이로 인해 2017-18시즌을 앞두고 제리치는 세르비아 수페르리가의 나프레다크 크루셰바츠에 입단했다.
2018시즌을 앞두고 강원 FC에 입단하면서 한국무대에 첫 발을 내디뎠다. 2018년 3월 3일 인천 유나이티드와의 K리그 개막전에서 득점을 기록하며 K리그 데뷔골을 기록했다. 이후 엄청난 득점 페이스를 보여주면서 소양강 폭격기라는 별명을 얻게 되었다. 또한 K리그 챌린지 2017 득점왕이었던 경남 FC의 말컹과 득점 경쟁에서 라이벌 구도를 보여주었다. 2018시즌 성적은 36경기 출전 24득점 4도움을 올리면서 K리그1 2018 득점 2위에 올랐다.
2019시즌을 앞두고 강원 FC에 잔류했다. 하지만 2019시즌에 들어서 장기간 무득점 행진을 이어가는 부진에 빠졌다. 하지만 2019년 5월 12일 경남 FC와의 경기에서 멀티골을 득점하면서 리그 1,2호골을 기록했다. 2019시즌 초반 부진한 모습을 보여주기도 했지만, 여름 이적시장에서 제리치는 다른 팀들의 표적이 되었고, 2019년 7월 15일 경남 FC로의 이적이 발표되었다.
2021시즌을 앞두고 수원 삼성 블루윙즈로 이적했다.
2023년 4월 17일, 중국 갑급리그의 광시 핑궈 하랴오에 입단했다.